# Chi Choàng choạc
Chi Choàng choạc (danh pháp khoa học: Dendrocitta) là một chi chim trong họ Corvidae.
Các loài trong chi này có bộ lông màu đen, xám hay nâu hung đỏ. Thông thường mặt và các lông bay có màu đen, lưng màu nâu hung đỏ. Chúng chủ yếu sống trên cây và hiếm khi sà xuống mặt đất để kiếm ăn.

## Các loài
- Choàng choạc xám (Dendrocitta formosae)[2]
- Choàng choạc hung (Dendrocitta vagabunda)[2]
- Choàng choạc đầu đen (Dendrocitta frontalis)[2]
- Choàng choạc Sumatra (Dendrocitta occipitalis)
- Choàng choạc Borneo (Dendrocitta cinerascens)
- Choàng choạc bụng trắng (Dendrocitta leucogastra)
- Choàng choạc Andaman (Dendrocitta bayleyii)

## Hình ảnh

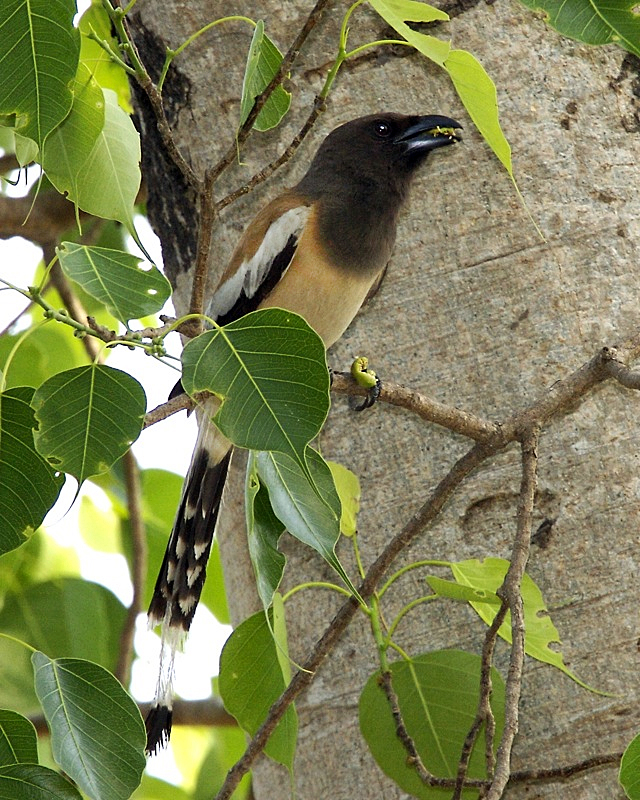
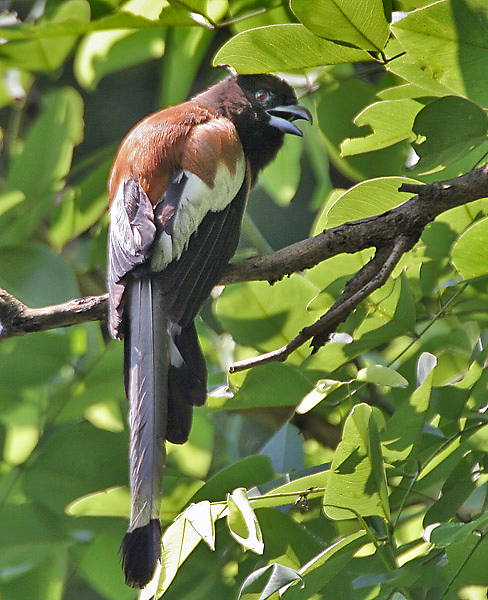
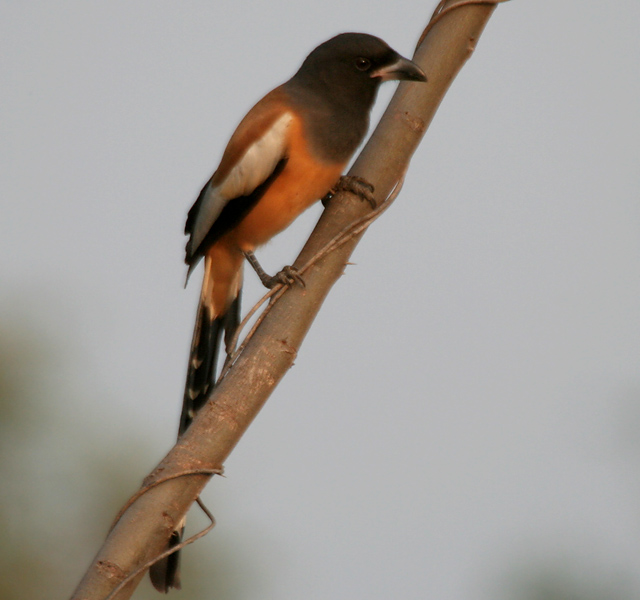
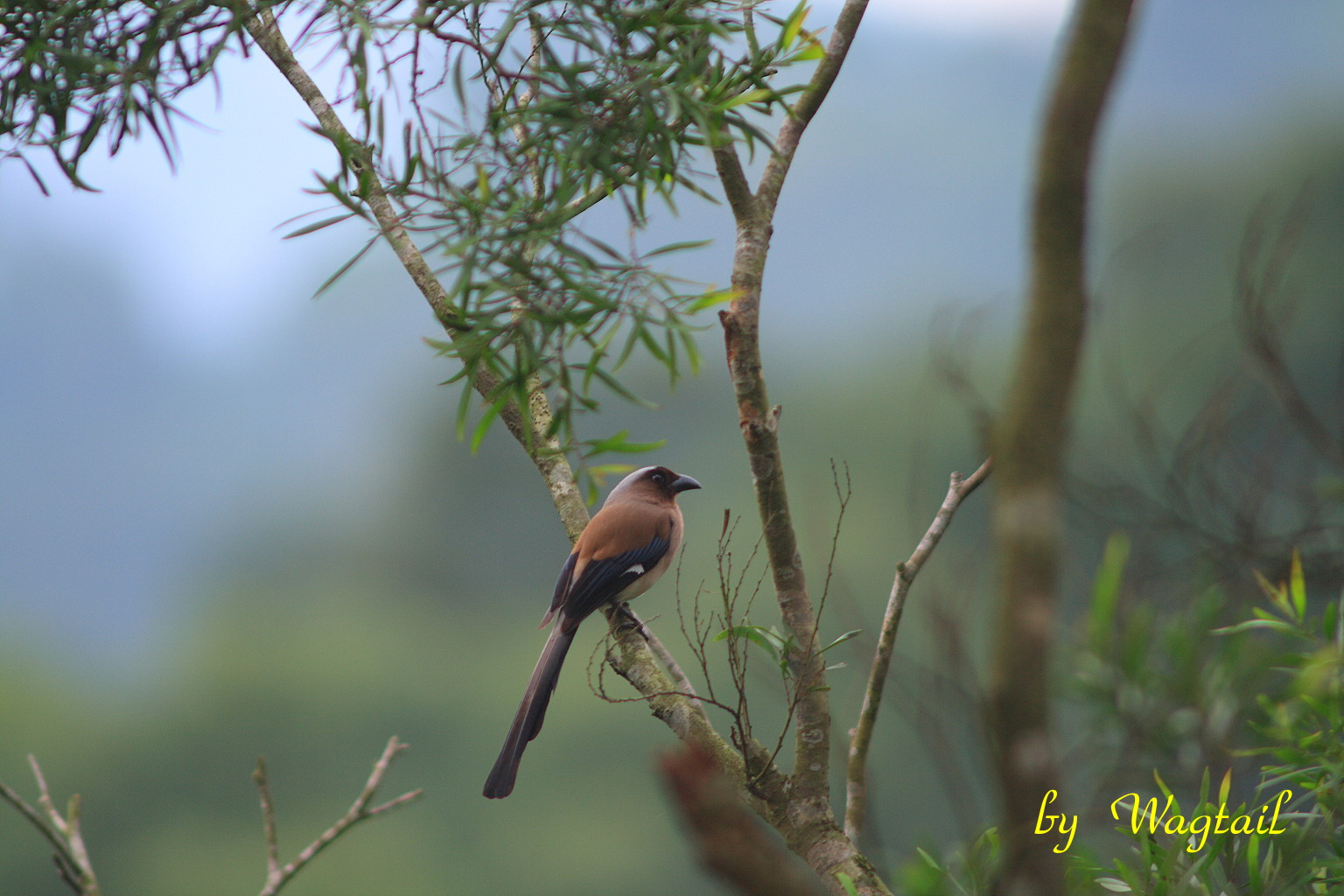
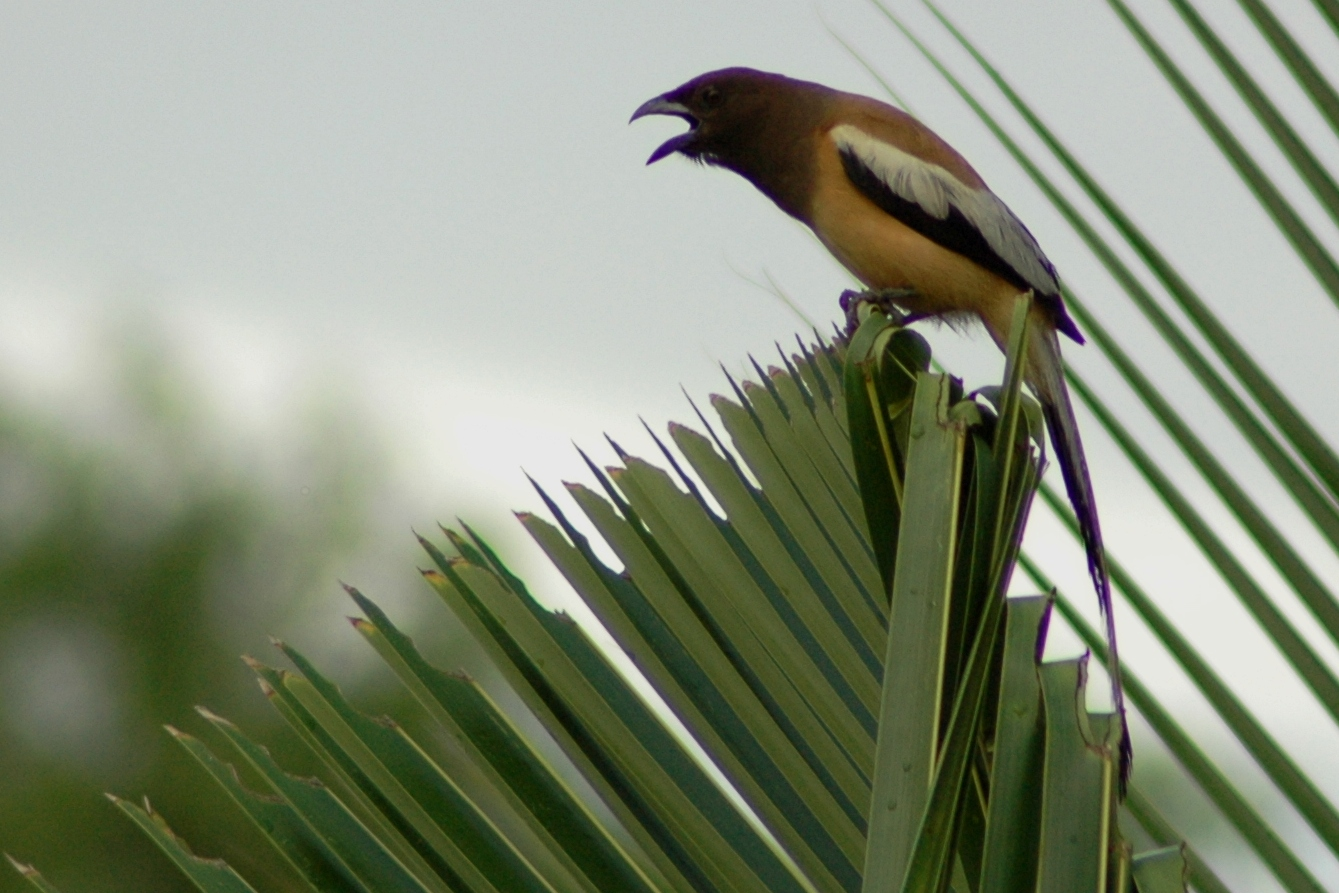